# Heminothrus fluviatilis
Heminothrus fluviatilis är en kvalsterart som först beskrevs av Hull 1913.  Heminothrus fluviatilis ingår i släktet Heminothrus och familjen Camisiidae. Inga underarter finns listade i Catalogue of Life.